# Martijn Barto
Martijn Barto (Spijkenisse, 23 augustus 1984) is een Nederlands voormalig voetballer en huidig voetbaltrainer.

## Loopbaan als speler
Barto debuteerde in het seizoen 2005/06 in het betaald voetbal in het shirt van RKC Waalwijk, in de Eredivisie. Na een volgend seizoen bij Helmond Sport in de Eerste divisie, ging hij in 2007 naar de amateurs van Harkemase Boys.
SC Cambuur haalde hem in 2011 terug naar het betaald voetbal. Barto werd op 3 mei 2013 kampioen in de Eerste divisie met de club en keerde zodoende acht jaar na dato terug in de Eredivisie. In mei 2016 degradeerde hij met Cambuur uit de Eredivisie.
In het seizoen 2018/19 ging hij voor ONS Sneek in de Derde divisie spelen. Vanaf het seizoen 2019/20 gaat hij voor CVV Blauw Wit '34 spelen in de Eerste klasse. Aan het einde van het seizoen 2021/22 stopte Barto als speler om vervolgens in het seizoen 2022/23 als hoofdtrainer verder te gaan bij CVV Blauw Wit '34.

### Clubstatistieken
| Seizoen                     | Club              | Competitie      | Competitie | Competitie | Beker | Beker | Internationaal | Internationaal | Overig | Overig | Totaal | Totaal |
| Seizoen                     | Club              | Competitie      | Wed.       | Dlp.       | Wed.  | Dlp.  | Wed.           | Dlp.           | Wed.   | Dlp.   | Wed.   | Dlp.   |
| --------------------------- | ----------------- | --------------- | ---------- | ---------- | ----- | ----- | -------------- | -------------- | ------ | ------ | ------ | ------ |
| 2005/06                     | RKC Waalwijk      | Eredivisie      | 7          | 0          | 0     | 0     | —              | —              | 0      | 0      | 7      | 0      |
| 2006/07                     | Helmond Sport     | Eerste divisie  | 35         | 4          | 0     | 0     | —              | —              | 0      | 0      | 35     | 4      |
| 2007/08                     | Harkemase Boys    | Eerste klasse   | ?          | 24         |       | 10    |                |                |        |        |        |        |
| 2008/09                     | Harkemase Boys    | Hoofdklasse     | ?          | 15         |       | 14    |                |                |        |        |        |        |
| 2009/10                     | Harkemase Boys    | Hoofdklasse     | ?          | 22         |       | 13    |                |                |        |        |        |        |
| 2010/11                     | Harkemase Boys    | Topklasse       | 30         | 15         | 1     | 4     | —              | —              | 0      | 0      | 31     | 15     |
| 2011/12                     | SC Cambuur        | Eerste divisie  | 31         | 6          | 1     | 0     | —              | —              | 4      | 1      | 36     | 7      |
| 2012/13                     | SC Cambuur        | Eerste divisie  | 27         | 9          | 3     | 1     | —              | —              | 0      | 0      | 30     | 10     |
| 2013/14                     | SC Cambuur        | Eredivisie      | 24         | 8          | 2     | 1     | —              | —              | 0      | 0      | 26     | 9      |
| 2014/15                     | SC Cambuur        | Eredivisie      | 29         | 4          | 3     | 1     | —              | —              | 0      | 0      | 32     | 5      |
| 2015/16                     | SC Cambuur        | Eredivisie      | 28         | 4          | 1     | 0     | —              | —              | 0      | 0      | 29     | 4      |
| 2016/17                     | SC Cambuur        | Eerste divisie  | 38         | 13         | 5     | 4     | —              | —              | 2      | 1      | 45     | 18     |
| 2017/18                     | SC Cambuur        | Eerste divisie  | 35         | 11         | 3     | 0     | —              | —              | 2      | 2      | 40     | 13     |
| 2018/19                     | ONS Sneek         | Derde divisie   | 23         | 9          | 1     | 0     | —              | —              | 0      | 0      | 24     | 9      |
| 2019/20                     | CVV Blauw Wit '34 | Eerste klasse   | 17         | 3          | 4     | 2     | —              | —              | 0      | 0      | 21     | 5      |
| 2020/21                     | CVV Blauw Wit '34 | Eerste klasse   | ?          | 0          |       |       |                |                |        |        |        |        |
| 2021/22                     | CVV Blauw Wit '34 | Eerste klasse   | ?          | 0          |       |       |                |                |        |        |        |        |
| Carrière totaal             | Carrière totaal   | Carrière totaal | 324        | 86         | 24    | 9     | 0              | 0              | 8      | 4      | 356    | 99     |
| Bijgewerkt t/m 4 maart 2022 |                   |                 |            |            |       |       |                |                |        |        |        |        |

### Erelijst
Met  SC Cambuur
| Nationaal               |    |         |
| Kampioen Eerste divisie | 1x | 2012/13 |

## Loopbaan als trainer
Vanaf 1 januari 2019 is Barto parttime actief als (specialisten-)trainer bij de jeugdopleiding en houdt hij zich bezig met commerciële en maatschappelijke zaken binnen SC Cambuur.
Vanaf het seizoen 2019/20 is hij behalve als speler van CVV Blauw Wit '34 ook actief als assistent-trainer van deze club bij het eerste elftal. Ook vanaf dat seizoen fungeert hij parttime als spitsentrainer bij het eerste elftal van SC Cambuur.
Aan het einde van het seizoen 2021/22 stopt Barto als speler om vervolgens als hoofdtrainer in het seizoen 2022/23 verder te gaan bij CVV Blauw Wit '34; Bert Hollander, tot dat moment de hoofdtrainer, wordt Barto's assistent. Als Barto op zaterdagen verplichtingen heeft als assistent-trainer bij Cambuur, zal Hollander de honneurs bij Blauw Wit ‘34 waarnemen.